# Giancarlo De Sisti
Pour les articles homonymes, voir De Sisti.
Giancarlo De Sisti (né le 13 mars 1943 à Rome), surnommé Picchio, est un footballeur italien, reconverti en entraîneur.

## Biographie
Ce petit milieu de terrain offensif (1,69 m) porte les couleurs de l'AS Rome et de la Fiorentina (obtenant un titre de champion en 1969). Il reçoit 29 sélections en équipe d'Italie entre 1967 et 1972.
Il fait partie de la squadra azzurra qui enchaîne un titre de champion d'Europe en 1968 et une finale de coupe du monde en 1970.

## Carrière

### Joueur
- 1960-1965 :  AS Rome
- 1965-1974 :  AC Fiorentina
- 1974-1979 :  AS Rome

## Entraîneur
- 1981-1984 :  AC Fiorentina
- 1986-1987 :  Udinese Calcio
- 1991 : Équipe d'Italie militaire
- 1991-1992 :  Ascoli Calcio

## Palmarès de joueur

### En équipe nationale
- 29 sélections et 4 buts en équipe d'Italie entre 1967 et 1972
- Vainqueur du Championnat d'Europe des nations 1968 avec l'équipe d'Italie
- Finaliste de la Coupe du monde 1970 avec l'équipe d'Italie

### En club
- Champion d'Italie en 1969 avec la Fiorentina
- Vainqueur de la Coupe d'Italie en 1964 avec l'AS Rome et en 1966 avec la Fiorentina
- Vainqueur de la Coupe Mitropa en 1966 avec la Fiorentina
- Vainqueur de la Coupe des villes de foires en 1961 avec l'AS Rome